# 災難漫畫
災難漫畫，是一種漫畫類型，以各種災難事件為題材的漫画作品。劇情常以倖存者合作求生的方式展開。有時會描寫災難時的人心黑暗面，例如像是緊急避難時「卡爾尼底斯之板」的問題，是否要為了自己的求生，而犧牲他人？在描述世界滅亡的災難漫畫中，則常見各種高科技的逃生技術，例如人體冷凍技術、封闭生态系统……等。

## 範例

### 地震
- 末日，作者：望月峰太郎
- 逃出地下鐵，作者：藤澤勇希
- 新聞英雄〈阪神大震災篇〉，大島矢須一/漫畫，大谷昭宏/原作
- 守護她的51種方法，作者：古屋兔丸
- anim.東京大浩劫，八坂考訓/漫畫，高屿哲夫/原作

### 海嘯或洪水
- 陸地沉沒記，作者：齊藤隆夫
- 日本沉沒，原著：小松左京
- 陆地沉没记～少年S的记录～(Survival～少年S的记录～)，作者：齊藤隆夫,宫川辉

### 火山爆發
- 火神，石黑耀/原作．監修，外□昌也/系列構成，正吉良加樂/漫畫

### 船難
- 海難英雄（日语：我が名は海師），作者：小森陽一、武村勇治
- 你遭難了嗎 作者：さがら梨々,冈本健太郎

### 核戰或核能災害
- 核爆末世錄，作者：井上智德
- 希望少年，作者：山崎風愛
- 月光迷情，作者：清水玲子

### 傳染病
- 性色戰記，作者：笠原真樹
- 感染列島，作者：柿崎正澄
- 終結的熾天使，作者：作家鏡貴也及漫畫家山本大和
- 致命病毒EMERGING，作者：外薗昌也
- 行屍走肉 作者：Robert Kirkman
- 彼岸岛 作者：松本光司

### 生物災害
- 紅眼殺機，作者：藤澤勇希
- 請叫我英雄，作者：花澤健吾（花沢健吾，はなざわけんご）
- 破坏兽 作者：本田真吾
- BM究极生物 作者：藤泽勇希
- 逃离伊甸园 作者：山田惠庸
- 巨虫列岛 作者：藤见泰高
- 人面ジンメン 作者：嘉户孝宏
- 约定的梦幻岛 作者：白井カイウ,出水ぽすか
- 魚 作者：伊藤潤二
- 巨龍戰記 作者：本田真吾
- 染色體47號 作者：

### 不明生物
- 漂流世界 -地球下課後-，作者：吉富昭仁
- 黑色子彈，原作：神崎紫電，漫畫：もりのほん
- All You Need Is Kill，原作：櫻坂洋，漫畫：小畑健
- 誠如神之所說，作者：金城宗信×藤村緋二

### 隕石
- EX少年漂流，作者：山田惠庸
- 7SEEDS 幻海奇情，作者：田村由美
- 殞月THE MOON LOST，作者：星野之宣

### 異世界
- 逃離伊甸園，作者：山田惠庸
- 漂流教室，作者：謀圖一雄
- 漂流網咖，作者：押見修造
- 藍洞，作者：星野之宣
- 重返侏羅紀，作者：星野之宣
- 末日降臨，作者：石川優吾
- 獵殺絕望山 作者：藤村绯二,金城宗幸
- 進擊的巨人 作者：谏山创
- 进击的巨人 Beforethefall 作者：凉风凉,谏山创
- Real Account(真实账号)  作者：渡边静
- 今际之国的闯关者 (弥留之国的爱丽丝) 作者：麻生羽宫
- 自殺島作者：森恒二
- GATE奇幻自卫队 作者：芊尾悟 , 柳内匠
- 阿瓦斯(Avarthアヴァルト) 作者：光永康则
- 無人惑星(星際少年隊/星球流浪記) 作者：長谷川裕一・大庭園
- 創世的大河(创世のタイガ) 作者：森恒二